# Kisdevecser
Kisdevecser (románul Diviciorii Mici, németül Klein-Däwätsch) település Romániában, Kolozs megyében.

## Fekvése
A megye északkeleti részén, Kolozsvártól 61 km-re északkeletre, Szamosújvártól 19 km-re keletre, Noszoly, Mohaly, Nagydevecser és Szamosszentmiklós közt fekvő település.

## Története
1173-ban említik először Deuecher inferior néven.
1414-ből okleveles adat van Jakab nevű plébánosáról, aki arról számol be, hogy egy kisdevecseri Ferenc nevű lakos végrendeletében szászencsi földterületét (egy szőlőst) a kisdevecseri Corpus Christi kápolnának hagyományozza. 1503-ban a falunak nagyméretű temploma is volt, mely később elpusztult, 1757-ben már csak a helyét ismerték.
A falu lakossága a reformáció idején felvette a református vallást.
1603-ban Giorgio Basta katonái felégették a falut, csak 6 fő élte túl a pusztítást. Ezt követően románok költöztek be a faluba, de jelentősebb magyar lakossága is lett, mert 1745-ben a nagydevecseri református papot arra kötelezik, hogy Kisdevecserre is átjárjon istentiszteletet tartani, mégpedig hét magyar földbirtokos gondoskodása folytán. 1831-ben azonban már egy református sincs a faluban, a magyar lakosság vagy elköltözött, vagy beolvadt a románok közé.
A trianoni békeszerződésig Szolnok-Doboka vármegye Kékesi járásához tartozott.

## Lakossága
1910-ben 270 lakosából 264 román és 6 magyar volt.
2002-ben 89 lakosa volt, mind románok.

## Hivatkozások

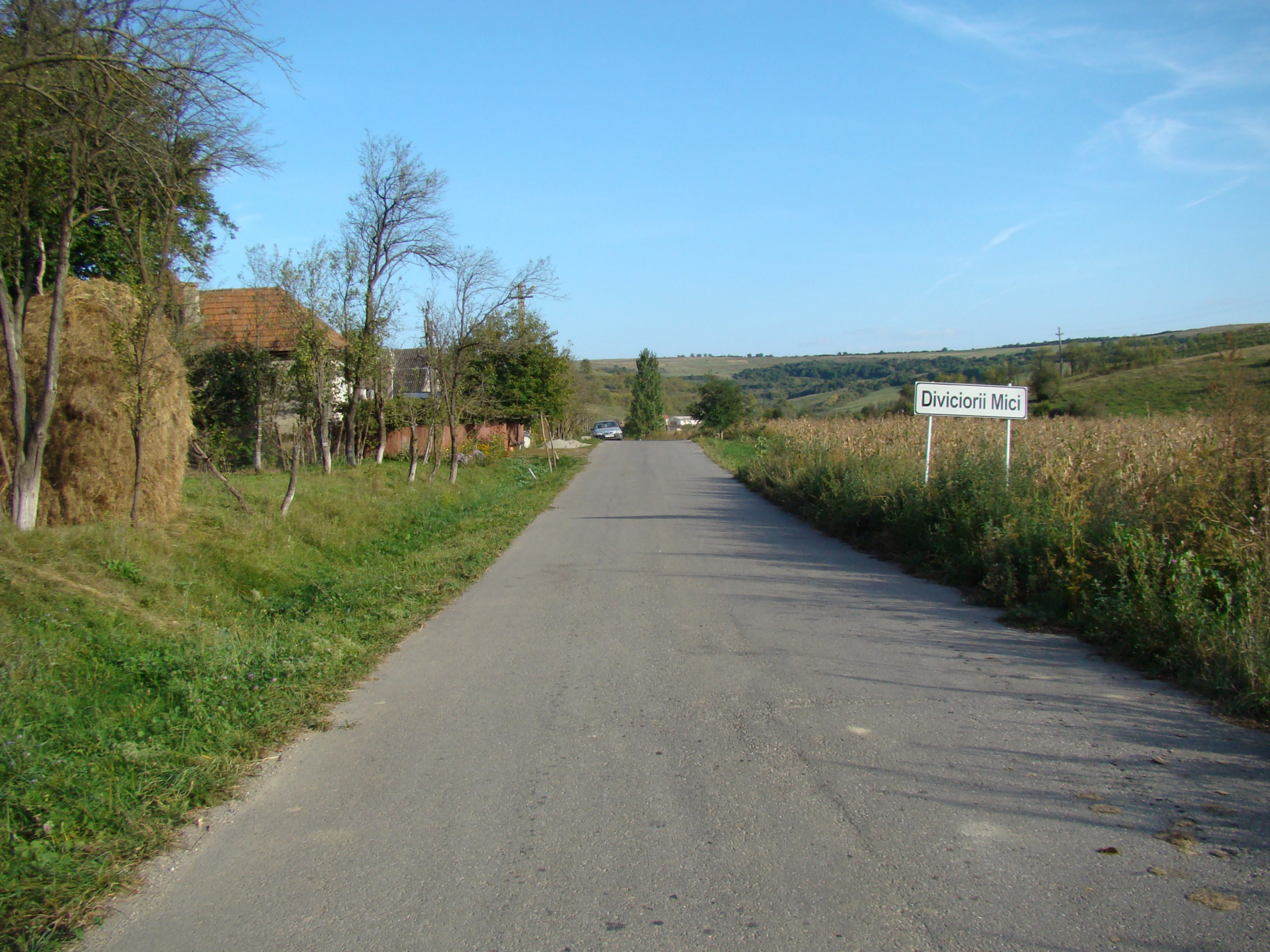
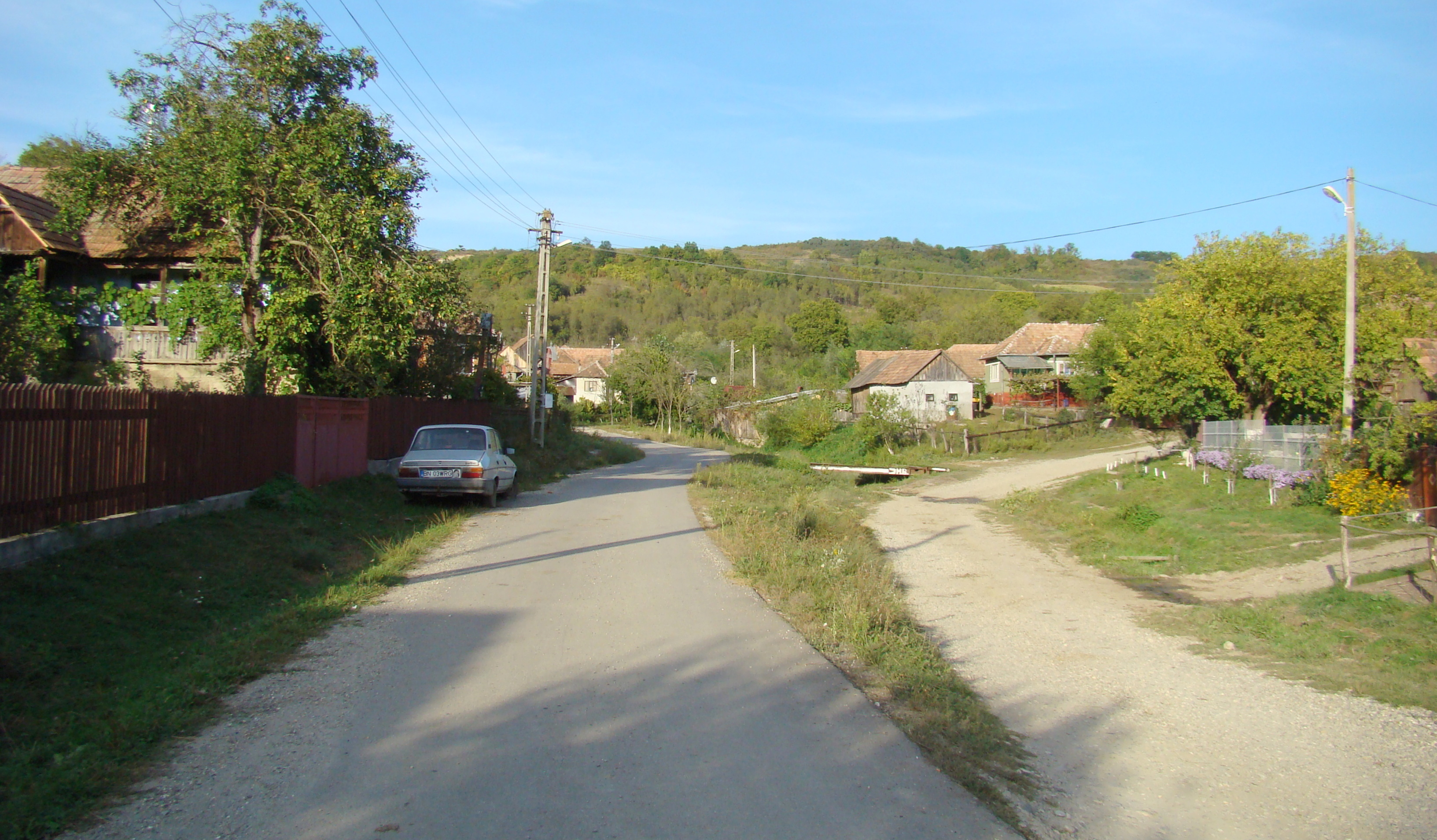
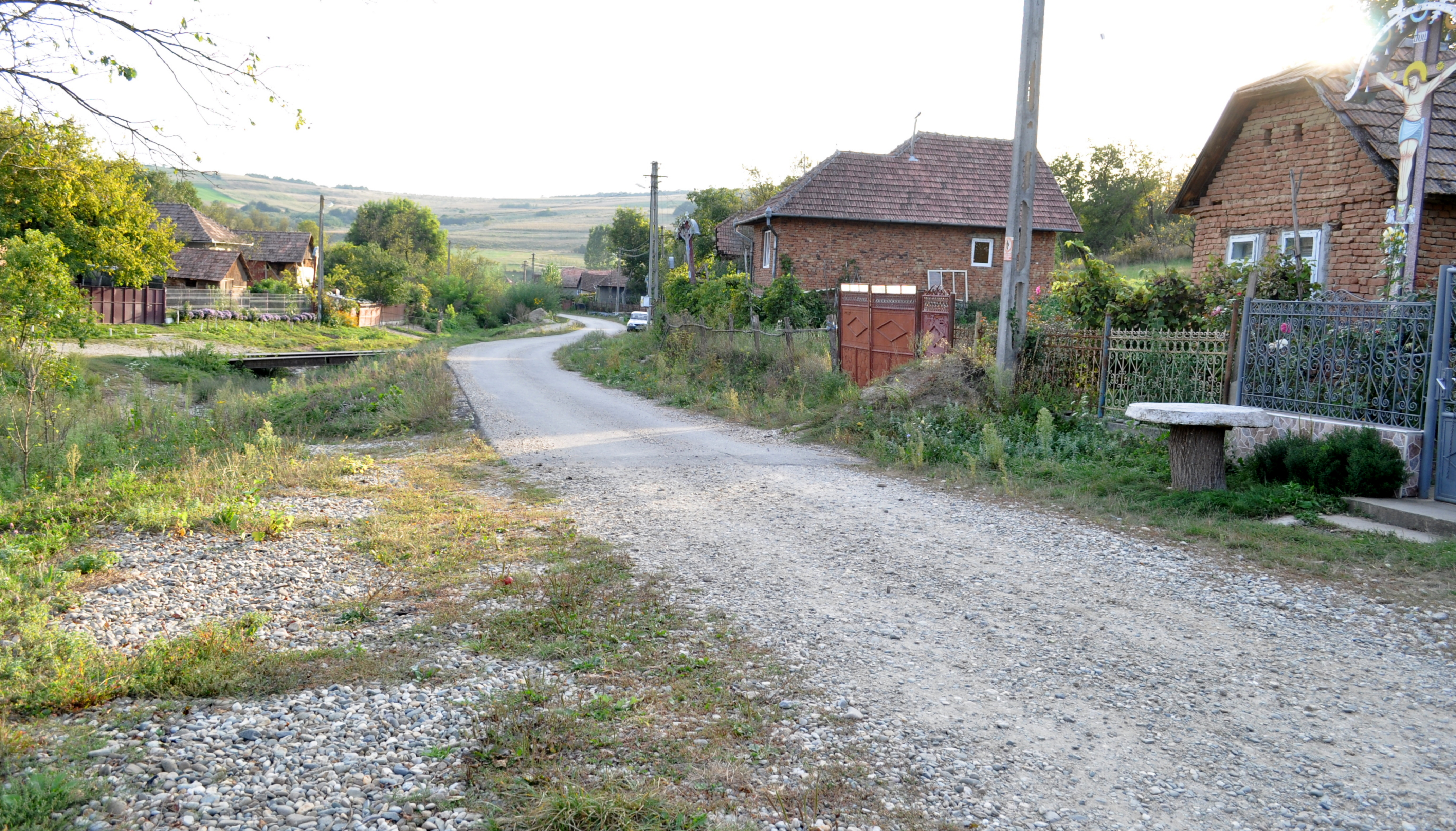